# Ammer vom Alpenrand b. zum NSG 'Vogelfreistätte Ammersee-Südufer'
Ammer vom Alpenrand b. zum NSG 'Vogelfreistätte Ammersee-Südufer' este o arie protejată (arie specială de conservare — SAC, sit de importanță comunitară — SCI) din Germania întinsă pe o suprafață de 2.331,7 ha, integral pe uscat.

## Localizare
Centrul sitului Ammer vom Alpenrand b. zum NSG 'Vogelfreistätte Ammersee-Südufer' este situat la coordonatele 47°43′22″N 10°58′22″E / 47.7228°N 10.9728°E.

## Înființare
Situl Ammer vom Alpenrand b. zum NSG 'Vogelfreistätte Ammersee-Südufer' a fost declarat sit de importanță comunitară în martie 2001 pentru a proteja 2 specii de plante și 10 specii de animale. Situl a fost protejat și ca arie specială de conservare în aprilie 2016.

## Biodiversitate
Situată în ecoregiunea continentală, aria protejată conține 19 habitate naturale: Râuri de munte și vegetația erbacee de pe malurile acestora, Râuri de munte și vegetația lor lemnoasă cu Myricaria germanica, Râuri de munte și vegetația lor lemnoasă cu Salix elaeagnos, Pajiști uscate seminaturale și facies de acoperire cu tufișuri pe substraturi calcaroase (Festuco-Brometalia) (* situri importante pentru orhidee), Pajiști cu Molinia pe soluri calcaroase, turboase sau argilos-nămoloase (Molinion caeruleae), Turbării active, Mlaștini oligotrofe degradate, capabile încă de regenerare naturală, Izvoare petrifiante cu formare de travertin (Cratoneurion), Mlaștini alcaline, Grohotișuri medio-europene calcaroase, de la nivel colinar și montan, Pante stâncoase calcaroase cu vegetație casmofită, Peșteri inaccesibile publicului, Păduri de fag Luzulo-Fagetum, Păduri de fag Asperulo-Fagetum, Păduri de fag din Europa Centrală dezvoltate pe sol calcaros cu Cephalanthero-Fagion, Păduri pe pante, grohotișuri și ravene de Tilio-Acerion, Mlaștini împădurite, Păduri aluvionare cu Alnus glutinosa și Fraxinus excelsior (Alno-Padion, Alnion incanae, Salicion albae), Păduri acidofile de Picea de la nivel montan la nivel alpin (Vaccinio-Piceetea).
La baza desemnării sitului se află mai multe specii protejate:
- plante (2): papucul doamnei (Cypripedium calceolus), moșișoare (Liparis loeselii)
- păsări (1): ciocănitoare cu spate alb (Dendrocopos leucotos)
- amfibieni (1): izvoraș-cu-burta-galbenă (Bombina variegata)
- mamifere (2): liliac comun (Myotis myotis), liliacul mic cu potcoavă (Rhinolophus hipposideros)
- nevertebrate (5): Carabus variolosus, fluturele auriu (Euphydryas aurinia), phengaris nausithous (Maculinea nausithous), Maculinea teleius, Unio crassus
- pești (1): lostriță (Hucho hucho)

Pe lângă speciile protejate, pe teritoriul sitului au mai fost identificate 1 specie de mamifere, 1 specie de nevertebrate.